# Chapelle de la Miséricorde de Monaco
La chapelle de la Miséricorde (monégasque : capela d’a Miserico̍rdia) est un édifice religieux catholique situé sur le Rocher, à Monaco.

## Histoire
La première pierre de la chapelle est bénie en 1639 sous le règne du prince Honoré II, prieur de la Confrérie des pénitents noirs. La confrérie est rejointe en octobre 1813 par la Confrérie des Pénitents Blancs pour créer une confrérie unique, la Confrérie de la Miséricorde, titulaire de la chapelle.

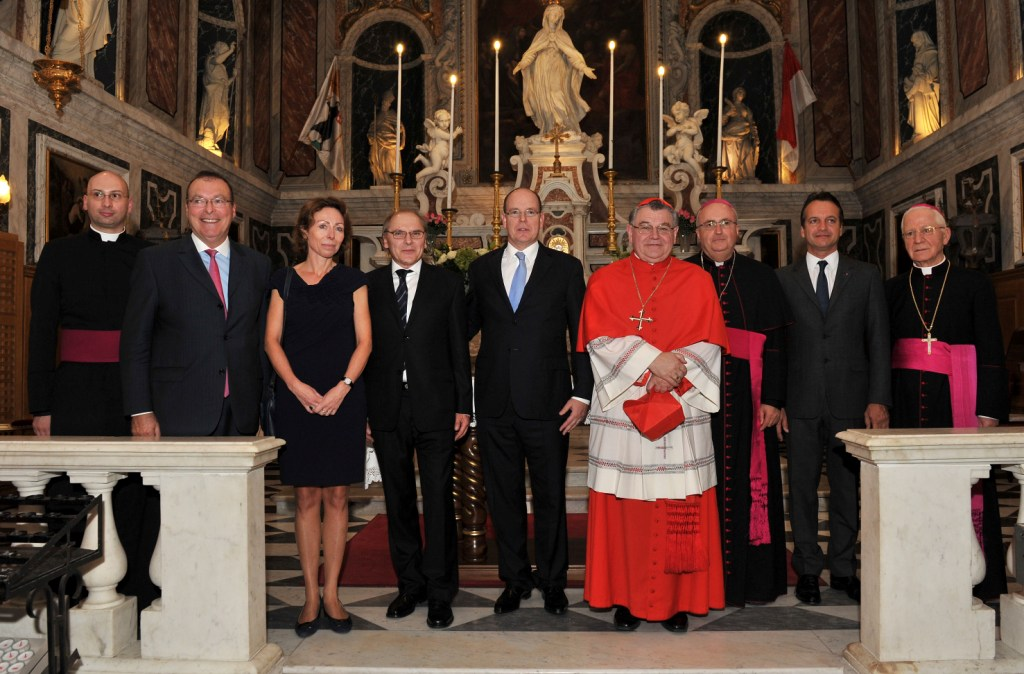
Bénédiction de la chapelle de la Miséricorde

## Patrimoine
Construite à l'apogée de l'ère baroque, ses nombreuses sculptures, ses luxuriantes peintures et ses dorures et marbres font de cette chapelle un « véritable écrin, témoin vivant de l'époque révolue du baroque flamboyant ». La chapelle abrite un Christ sculpté en plein bois par le monégasque François-Joseph Bosio, sculpteur officiel de l'empereur Napoléon Ier. 
Le 30 octobre 2012, le cardinal Dominik Duka OP, archevêque de Prague, a béni la Chapelle de la Miséricorde à la suite d'importants travaux de restauration, en présence de S.A.S. le Prince Albert II de Monaco.

## Traditions
Depuis quatre siècles, le jour du Vendredi Saint, la traditionnelle procession du Christ-Mort, supprimée en 1870 et reprise depuis quelques années, part de la chapelle de la Miséricorde.